# Johann Bach
Johann Bach (26 de novembre de 1604 - enterrat el 13 de maig de 1673) va ser un organista i compositor alemany.
Fill de Johannes (Hans) Bach, el patriarca de la branca dels Bach d'Erfurt, va néixer a Wechmar, Turíngia. Va viure durant la Guerra dels Trenta Anys, una època molt dura i que ell també va patir.
Va viure a casa del que seria futur sogre, Johannes Christoph Hoffmann, que era músic a Suhl. Es va estar per diferents ciutats de Turíngua, un temps a Arnstadt, més endavant a Schweinfurt (Baviera), on va fer d'ajudant de l'organista. Va seguir voltant per altres ciutats amb estades temporals, tornant a Wechmar. El 1634 aconsegueix un càrrec de director musical de l'Església de Sant Joan (Johanneskirche) d'Erfurt. El 1635 és Direktor der Ratsmusik i el 1636, organista a l'Església dels Predicadors (Predigerkirche) i simultàniament també en la Stadtmusicanten Companie.
En 1636 es va casar amb Barbara Hoffmann, la filla gran del seu mestre de Suhl. Va morir durant el part del seu fill i Johann, l'any 1637, es tornava a casar amb Hedwig Lämmerhirt, que provenia d'una família d'Erfurt.
Els seus fills van ser tots músics, directors, cantors o organistes en diferents esglésies.
- Johannes Christian Bach (1640-1682)
- Johann Aegidius Bach (1645-1716)
- Johann Nicolaus Bach (1653-1682)

La família Bach va tenir una presència dominant en la vida musical d'Erfurt. També els pares de Johann Sebastian Bach eren d'Erfurt i es van casar el 8 d'abril de 1668 en l'Església dels Comerciants (Kaufmannskirche). Aquest control musical per part dels Bach de l'activitat musical d'Erfurt arriba a incorporar la denominació bach per referir-se als músics de la ciutat fins i tot a finals del segle xviii quan ja no hi havia cap Bach fent l'ofici. Als arxius de la Kaufmannskirche més de seixanta batejos registrats.
Va compondre diverses obres vocals però poques han sobreviscut. És el primer Bach del qual es conserven obres escrites:
- L'ària a 4, Weint nicht um meinem Tod
- El motet coral a 6, Unser Leben ist ein Schatten